# Afrodontomyia apicalis
Afrodontomyia apicalis är en tvåvingeart som beskrevs av James 1952. Afrodontomyia apicalis ingår i släktet Afrodontomyia och familjen vapenflugor.
Artens utbredningsområde är Nigeria. Inga underarter finns listade i Catalogue of Life.